# Mycalesis semperi
Mycalesis semperi är en fjärilsart som beskrevs av Butler 1868. Mycalesis semperi ingår i släktet Mycalesis och familjen praktfjärilar. Inga underarter finns listade i Catalogue of Life.